# La Chapelle (Charente)
La Chapelle ist eine französische Gemeinde mit 191 Einwohnern (Stand 1. Januar 2022) im Département Charente in der Region Nouvelle-Aquitaine (vor 2016 Poitou-Charentes); sie gehört zum Arrondissement Confolens (bis 2017 Angoulême) und zum Kanton Boixe-et-Manslois. 

## Geographie
La Chapelle liegt etwa 22 Kilometer nordnordwestlich von Angoulême an der Charente. Umgeben wird La Chapelle von den Nachbargemeinden Ambérac im Norden, Coulonges im Osten, Vouharte im Südosten, Genac-Bignac im Süden und Südwesten sowie Marcillac-Lanville im Westen und Nordwesten.

## Bevölkerungsentwicklung
| 1962                       | 1968 | 1975 | 1982 | 1990 | 1999 | 2006 | 2018 |
| -------------------------- | ---- | ---- | ---- | ---- | ---- | ---- | ---- |
| 157                        | 137  | 140  | 150  | 148  | 151  | 181  | 214  |
| Quellen: Cassini und INSEE |      |      |      |      |      |      |      |

## Sehenswürdigkeiten
- Kirche Saint-Antoine, früheres Priorat
- Kommende des Tempelritterordens von Fouilloux

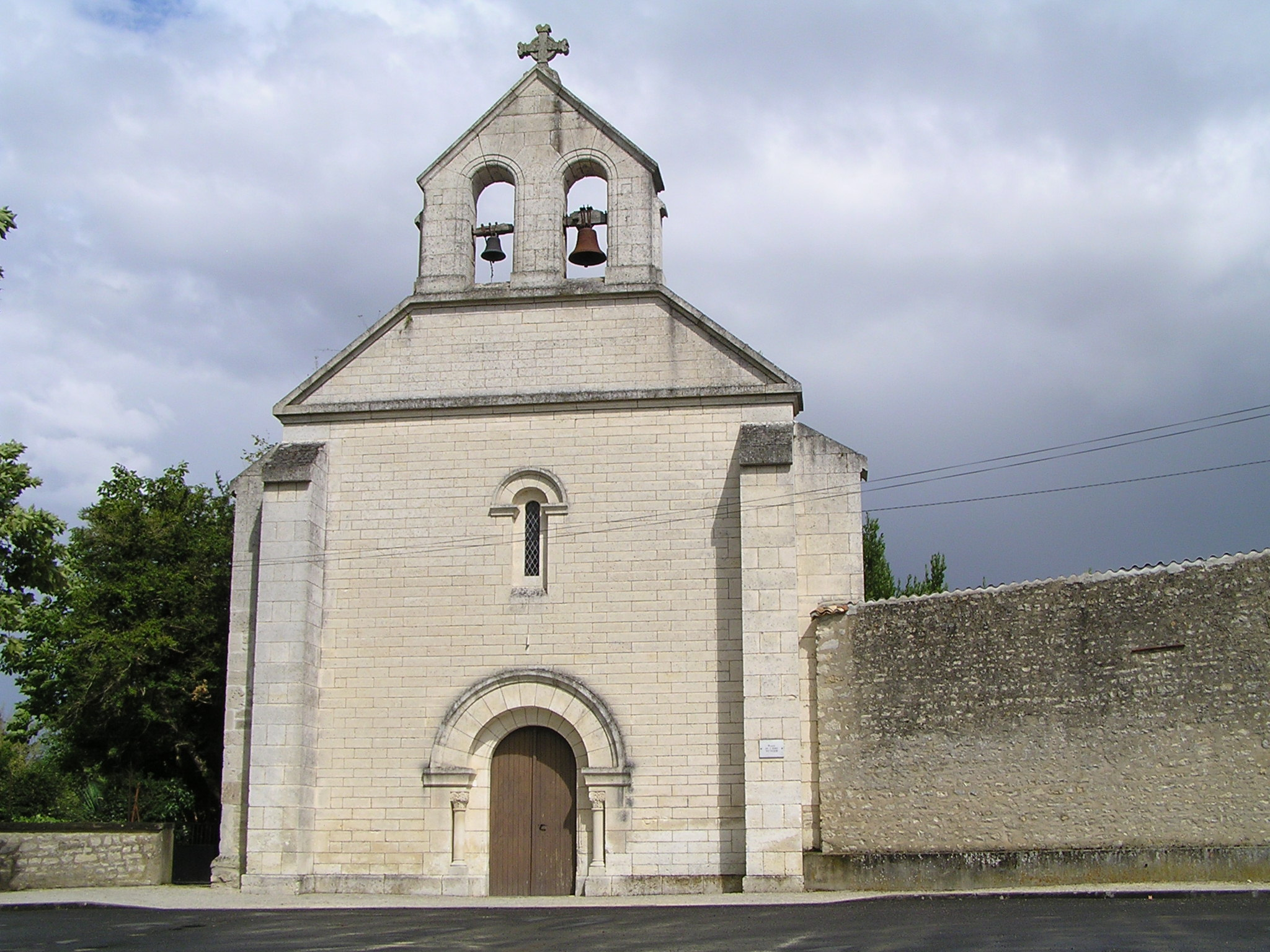
Kirche Saint-Antoine
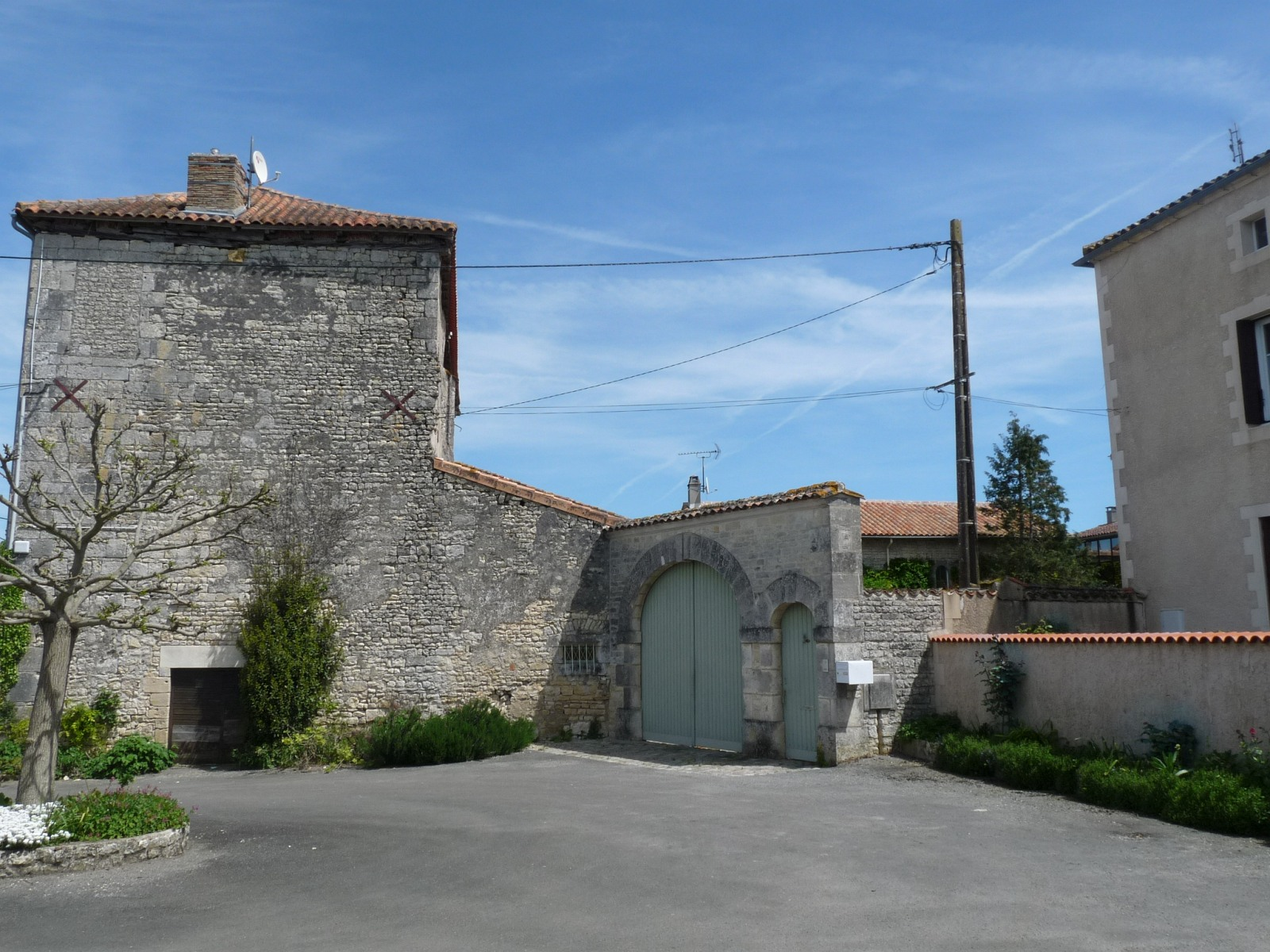
Kommende von Fouilloux